# Хатунский сельский округ
Хатунский сельский округ — упразднённая административно-территориальная единица, существовавшая на территории Ступинского района Московской области в 1994—2006 годах.
Хатунский сельсовет был образован в первые годы советской власти. По данным 1921 года он входил в состав Хатунской волости Серпуховского уезда Московской губернии.
В 1926 году Хатунский с/с включал сёла Хатунь-Верхняя и Хатунь-Нижняя, а также больницу.
В 1929 году Хатунский с/с был отнесён к Михневскому району Серпуховского округа Московской области. При этом к нему был присоединён Съяновский с/с.
21 августа 1936 года к Хатунскому с/с было присоединено селение Кубасово упразднённого Антипинского с/с.
15 апреля 1959 года Хатунский с/с был упразднён, а его территория передана в Семёновский с/с.
26 декабря 1959 года Хатунский с/с был восстановлен в составе Ступинского района. В него вошли все селения Лапинского с/с, а также селения Грызлово, Кубасово, Прудно, Съяново и Хатунь Семёновского с/с.
1 февраля 1963 года Ступинский район был упразднён и Хатунский с/с вошёл в Ступинский сельский район. 11 января 1965 года Хатунский с/с был возвращён в восстановленный Ступинский район.
3 февраля 1994 года Хатунский с/с был преобразован в Хатунский сельский округ.
В ходе муниципальной реформы 2004—2005 годов Хатунский сельский округ прекратил своё существование как муниципальная единица. При этом все его населённые пункты были переданы в сельское поселение Семёновское .
29 ноября 2006 года Хатунский сельский округ исключён из учётных данных административно-территориальных и территориальных единиц Московской области.